# سمائيل أون ويور
سمائيل أون ويور (بالعبرية: סמאל און ואור؛ مارس 6، 1917 – ديسمبر24، 1977)، وُلد باسم فيكتور مانويل غوميز رودريغيز، كان معلمًا روحيًا ومؤلفًا لأكثر من ستين كتابًا عن الروحانية الباطنية. قام بالتدريس وتشكيل مجموعات تحت شعار "الغنوصية العالمية"، أو ببساطة الغنوصية. كان غوميز مؤلفًا غزير الإنتاج للكتب التوفيقية، وقد صنع اسمًا لأول مرة في الحركة الغنوصية المبكرة في موطنه كولومبيا، قبل أن ينتقل إلى المكسيك في عام 1956، حيث اكتسبت حركته شعبية متزايدة، وأصبحت أعماله مشهورة بين ممارسي السحر والتنجيم والباطنية. وترجمت إلى لغات أخرى.
بعد أن وصف نفسه بـ "المُستيقظ" أو "المُسارَر" في عام 1948، بدأ غوميز يطلق على نفسه اسم أون ويور، والذي يعني وفقًا لكلماته "فعل الله أو رسوله". في عام 1954، وبعد خضوعه لمراسم، وُصِف بأنه ميلاد "المسيح الداخلي"، واتخذ اسم سمائل أون ويور، والذي استخدمه حتى وفاته عام 1977. أشار سمائل أون ويور إلى تعاليمه باسم "عقيدة التوليف أو التوفيق"، والتي لا تؤكد فقط على وجود الفلسفة الدائمة، ولكن وظيفتها الغائية العليا هي تحقيق "الصيرورة في المسيح" و"التحرير النهائي".

## سيرة حياته

### ويور مًعلَّمًا باطنيًا
بحلول عام 1948 كان قد بدأ تدريس مجموعة صغيرة من الطلاب. وفي عام 1950، نجح في نشر كتابه "الزواج الحق أو الكامل" أو "باب الولوج إلى التنشئة الروحية" بمساعدة تلاميذه المقربين، نشره تحت اسم "أون ويور". وادعى فيه أنَّ سِرَّ الجِنسانيَّة هو أنَّها تُمثِّلُ الأساس الذي بٌنيت عليه الديانات الكبرى في العالم. وقد تكلم في الكتاب، أيضًا، عن مواضيع أخرى، مثل: التصعيد أو تحويل الطاقة الجنسية، و"التانترا البيضاء"، والتنشئة الروحية الباطنية.
في 27 أكتوبر 1954، تلقى أون ويور ما يشار إليه بـ"تنشئة تيفيريث الروحية Tiphereth"، والذي هو حسب مذهبه بداية تجسد اللوغوس أو "الغلوريان Glorian" داخل النفس. ويذكر أنه في حالته كان اسم غلوريان يُطلق عليه دائمًا اسم "سامئيل Samael" عبر العصور. ومنذ ذلك الحين أخذ يُوقع باسم سمائل أون ويور.

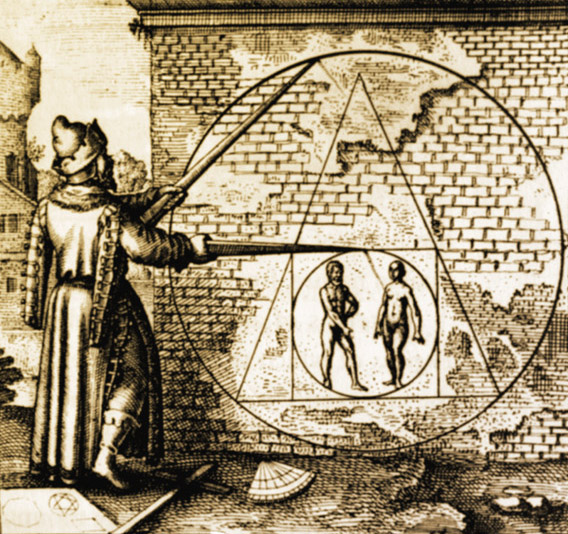
حجر الفلاسفة

وقد صرح ويور أن هذا الاتحاد بين سمائل (اللوغوس) مع أون ويور (النفس البشرية) هو الصورة الرمزية لمايتريا بوذا كالكي لعصر برج الدلو الجديد. وعندما سئل بالضبط عما يعنيه هذا اللقب، أجاب:
الرسول أو الصورة الرمزية (الأفاتار)، بالمعنى الكامل للكلمة، هو مِرسال، رجل يسلم رسالة، خادم العمل العظيم. لذلك، يجب ألا تقع كلمة "أفاتار" في تفسيرات خاطئة، بل يجب تحديدها بوضوح تام. فأنا إذن خادم أو أحد أعضاء الجماعة أو رسول يُوصِلُ رسالة. قلت منذ فترة أنني ساعي بريد كوني، لأنني أقدم محتوى رسالة كونية. لذلك، أيها الإخوة الأحباء، لا ينبغي لكلمة "أفاتار" أن تقودنا أبدًا إلى الكِبْر، لأنها لا تعني سوى مبعوث، أو خادم، أو أحد أفراد الجماعة التي تُسلم رسالة، أو مكتوبًا خاصًا، وهذا كل ما في الأمر. وفيما يتعلق ببوذا مايتريا، يجب علينا أن نحلل هاتين الكلمتين قليلاً حتى لا نقع في التفسيرات الخاطئة. إن بوذا الأعمق في حد ذاته هو الكائن الحقيقي، الأعمق في كل واحد منا. وهكذا، عندما يصل الكائن الأعمق أو الحقيقي خاصتنا إلى تحقيق الوعي الروحي العميق، عندها يُعلن بأنَّه صار بوذا. ومع ذلك، فإن مصطلح مايتريا فردي وجماعي؛ وبالتالي، من وجهة النظر الفردية، فهو يمثل معلمًا اسمه مايتريا، ولكن من وجهة نظر جماعية، يجب فهم بوذا مايتريا - بالمعنى الكامل للكلمة - على أنه أي مُريد تمكن من تكريس نفسه، وهذا كل شيء.
وعلى الرغم من أنه أعلن نفسه الصورة الرمزية الحقيقية لكالكي عدة مرات في جميع أعماله، إلا أنه رفض بانتظام عبادة شخصيته، فكتب يقول:

أنا سمائل لست بحاجة إلى مؤيدين أو أتباع خُلَّص، بل فقط مقلدين لمذهبي وعقيدتي: الغنوص (العرفان). أنا لا أتبع أحدًا ولا أريد أن يتبعني أحد. ما أريده هو أن يتبع كل واحد منكم نفسه. أنا مجرد منارة في بحر الوجود، ولست بحاجة إلى زبائن لكي أعيش. وبما أنني ضد عبودية النفوس، فلا أريد أن أستعبد أي نفس، ولا أريد أن أتفق مع جلادي المثل العليا. إن المؤدبين الروحيين موجودون بكثرة، وأنا واحد فقط من كثيرين؛ وهكذا، فإن أولئك الذين يريدون العثور على المؤدبين سيجدونهم في الداخل، في أعماق وعيهم الداخلي.